# Пита нана
Пита нана је деби студијски албум српске фолк певачице Сање Савић у сарадњи са Алекс бендом. Издат је 1993. године за Југодиск. Осим песме "Ој ракијо, рако" коју је написао Зоран Петровић Паги, све песме на албуму је компоновао Александар Алекс Савић, који је био и продуцент албума и урадио аранжмане, текстове за све остале песме написала је сама певачица. Снимљена су два музичка спота, за песме Пита нана и Неком песма лечи ране.

## Списак песама
1. Пита нана (4:04)
2. Биће бољих дана (4:00)
3. Одлази иди (4:05)
4. Моја мајка мене роди (2:54)
5. Љубав је то (2:40)
6. Ој ракијо, Рако (3:22)
7. Неком песма лечи ране (3:12)